# Cypholophus treubii
Cypholophus treubii är en nässelväxtart som beskrevs av H. Winkl.. Cypholophus treubii ingår i släktet Cypholophus och familjen nässelväxter. Utöver nominatformen finns också underarten C. t. aciculata.